# Coleophora squamella
Coleophora squamella là một loài bướm đêm thuộc họ Coleophoridae. Nó được tìm thấy ở cộng hòa Séc to Sardinia và Ý and from Pháp to România.
Con trưởng thành bay vào autumn and late spring.
Ấu trùng ăn Dorycnium pentaphyllum, Dorycnium pentaphyllum germanicum, Lotus corniculatus, Lotus cytisoides, Lotus tenuis and Lotus uliginosus. Ấu trùng có thể tìm thấy from early summer to spring.